# South Fulton (Tennessee)
Pour les articles homonymes, voir South Fulton.
South Fulton est une municipalité américaine située dans le comté d'Obion au Tennessee. Selon le recensement de 2010, South Fulton compte 2 354 habitants et s'étend sur 3,30 milles carrés (8,55 km2).

## Histoire
D'abord appelée Jacksonville, car située sur des terres appartement autrefois à Andrew Jackson, la localité devient une municipalité en 1895 et prend le nom de South Fulton. Elle doit son nom à sa situation au sud de Fulton, dans le Kentucky, elle-même nommée en l'honneur de Robert Fulton. Fulton et South Fulton sont aujourd'hui considérées comme des villes jumelles.
La maison de W. W. Morris est inscrite depuis 1982 au Registre national des lieux historiques. Exemple d'architecture vernaculaire, elle est construite en 1885 par le banquier Walter W. Morris, qui fut notamment maire de la ville.